# Argyreuptychia confusa
Argyreuptychia confusa är en fjärilsart som beskrevs av Otto Staudinger 1888. Argyreuptychia confusa ingår i släktet Argyreuptychia och familjen praktfjärilar. Inga underarter finns listade i Catalogue of Life.